# Gladiators de Pittsburgh
Stade
Les Gladiators de Pittsburgh (en anglais : Pittsburgh Gladiators) étaient une franchise de football américain en salle qui évoluait dans l'Arena Football League. L'équipe jouait ses matchs dans la Civic Arena, salle de Pittsburgh depuis 1987.

## Historique
La franchise fait partie des quatre équipes jouant la première saison de la nouvelle association de football américain en salle en 1987. À l'issue des six matchs de la saison régulière, l'équipe finit avec autant de points que le Denver Dynamite mais les Gladiators comptabilisent un plus grand nombre de points inscrits - 268 contre 261 - mais également de points encaissés - 199 contre 252, ils ont alors l'honneur de recevoir leur dauphin sur leur terrain dans la Civic Arena pour la finale du championnat, l'ArenaBowl I. Il s'agira de la seule finale de saison qui se joue en extérieur, le Civic Arena de la ville ouvrant son dôme pour l'occasion. Le dauphin va alors battre le champion en finale sur le score de 45 à 16, Gary Mullen joueur de Denver étant sacré MVP du match après avoir inscrit trois touchdowns.
L'équipe va perdre lors de la saison suivante au cours du premier tour des playoffs contre l'équipe Detroit Drive, futurs vainqueurs de l'ArenaBowl II. En 1989, l'équipe parvient une nouvelle fois à la finale de l'ArenaBowl mais lors de cette nouvelle finale jouée dans la Joe Louis Arena aréna habituelle des Red Wings de Détroit de la Ligue nationale de hockey. Lors de cette nouvelle finale, les Gladiators vont un peu mieux se défendre que lors de la première finale avec 26 points inscrits mais ils vont une nouvelle fois perdre concédant 39 points à l'équipe de Détroit.
L'équipe va jouer une dernière saison avant de mettre fin à ses activités et l'aventure se termine encore une fois en perdant contre l'équipe de Détroit. La franchise alors déménage de Pittsburgh à Tampa pour prendre le nom de Storm, équipe qui existe encore.

## Saisons de l'équipe
| Saison | V | D | N | Classement | Playoffs |
| ------ | - | - | - | ---------- | --- |
| 1987   | 4 | 2 | 0 | Premier    | Défaite 45-16 lors de l'ArenaBowl I contre Denver Dynamite                                                       |
| 1988   | 6 | 6 | 0 | Troisième  | Défaite au premier tour 34-25 contre Detroit Drive                                                               |
| 1989   | 3 | 1 | 0 | Second     | Victoire au premier tour 39-37 contre Denver Dynamite Défaite 39-26 lors de l'ArenaBowl III contre Detroit Drive |
| 1990   | 3 | 5 | 0 | Quatrième  | Défaite au premier tour 61-30 contre Detroit Drive                                                               |

## Entraineurs et joueurs

### Entraineurs
- Joe Haering - 1987-90
- Darrel Jackson - 1989

### Joueurs honorés
MVP
- 1987 - Russell Hairston

Première équipe type de la saison
- 1987 - Russell Hairston, Craig Walls
- 1988 - Willie Totten, Alvin Williams
- 1990 - Thomas Monroe

Seconde équipe type de la saison
- 1987 - Mike Stoops
- 1990 - Julius Dawkins, Keith Browner

Ironman de l'année
- 1990 - Thomas Monroe